# Cikot
Cikot (cyr. Цикот) – wieś w Serbii, w okręgu pomorawskim, w gminie Rekovac. W 2011 roku liczyła 198 mieszkańców.